# 주청진 중국 총영사관
주청진 중국 총영사관(淸津駐在中華人民共和國總領事館, 조선말: 청진 주재 중화인민공화국 총령사관)은 중화인민공화국 외교부가 함경북도 청진시에 설치한 영사관으로, 1987년 7월 1일 정식으로 개관하였다. 그래서 조선민주주의인민공화국에 설치한 영사관으로는 주청진 러시아 총영사관과 함께 단 둘뿐인 재외공관이기도 하다.

## 소재지
- 문화어 : 함경북도 청진시 신암구역 천마동 천마산빈관 4층[3]
- 영어 : Chonmasan Hotel 4F, Chonma Dong, Sinam District, Chongjin City, HamGyongBuk-Do[3]
- 중국어 : 咸镜北道清津市新岩区域天马洞天马山宾馆四层[3]

## 관할 구역
- 함경북도
- 함경남도
- 량강도
- 라선시

## 같이 보기
- 주조 중국 대사관
- 조선민주주의인민공화국-중화인민공화국 관계